# Влада Драгише Пешића
Влада Драгише Пешића била је на власти од 24. јула 2001. године.

## Чланови владе
| Функција                                                                            | Слика           | Име и презиме     | Странка                                  | Белешке              |
| ----------------------------------------------------------------------------------- | --------------- | ----------------- | ---------------------------------------- | -------------------- |
| Председник Савезне владе                                                            |                 | Драгиша Пешић     | Социјалистичка народна партија Црне Горе |                      |
| Потпредседник Савезне владе и савезни министар за економске односе са иностранством |                 | Мирољуб Лабус     | Г17+                                     |                      |
| Савезни министар за иностране послове                                               |                 | Горан Свилановић  | Грађански савез Србије                   |                      |
| Савезни министар за одбрану                                                         |                 | Слободан Краповић |                                          |                      |
| Савезни министар за одбрану                                                         |                 | Велимир Радојевић |                                          | од 29. јануара 2002. |
| Савезни министар финансија                                                          |                 | Јован Ранковић    |                                          |                      |
| Савезни министар финансија                                                          | Верољуб Дугалић |                   |                                          |                      |
| Савезни министар унутрашњих послова                                                 |                 | Зоран Живковић    | Демократска странка                      |                      |
| Савезни министар правде                                                             |                 | Саво Марковић     | Народна странка (Црна Гора)              |                      |
| Савезни министар привреде и унутрашње трговине                                      |                 | Петар Тројановић  |                                          |                      |
| Савезни министар саобраћаја и телекомуникацја                                       |                 | Божидар Миловић   |                                          |                      |
| Савезни министар националних и етничких заједница                                   |                 | Расим Љајић       | Санџачка демократска партија             |                      |